# نابليون كولينز
نابليون كولينز (بالإنجليزية: Napoleon Collins)‏ هو ضابط أمريكي، ولد في 4 مارس 1814 في بنسيلفانيا في الولايات المتحدة، وتوفي في 9 أغسطس 1875 في ليما في بيرو.